# ポルシェ・マカン
マカン (Macan) は、ドイツの自動車メーカー、ポルシェが製造・販売する高級SUVである。Dセグメントに属し、同社のカイエンよりも、一回り小さい車種となる。

## 概要
2010年11月、コンパクトSUVセグメントに参入する初めてのポルシェとして、「ケイジャン」 (Cajun) のコードネームで、開発中であることを明らかにした。このコードネームは、「カイエン・ジュニア」（Cayenne Junior）に由来していると考えられる。
2012年2月16日、正式な車名を「マカン」に決定したことが発表された。
2021年現在、全世界で60万台以上が販売されており、そのうち、購入者の約80%が、同社の新規顧客である。さらに、同社の全ラインアップのうち、購入者に占める女性の割合が、最も高いモデルでもある。
2024年1月、歴代初のフルモデルチェンジを実施し、2代目（XAB）が登場した。全世界で80万台以上が販売された、初代のリリースから10年を経て、タイカンに続く、BEV専用モデルとなった。ただし、当面の間は、日本市場を含む、一部の国や地域において、従来のICEモデルも併売される。
なお、車名の「マカン」は、インドネシアのジャワ語でトラを意味する。力強く、瞬発力に優れ、軽い足取りでありながら、荒れた路面をしっかりと掴むような走りを実現することから、命名された。

## 歴史

### 初代（95B型、2014年 - ）
2013年11月20日に開幕したロサンゼルスオートショーおよび東京モーターショーにて、世界初公開された（前期型、通称：Macan I）。
ヨーロッパでは2014年春から、日本では同年後半から販売が（納車は11月末より）、それぞれ開始されている。日本仕様は、全て右ハンドルとなる。
サイドウインドウのグラフィックスと、ポルシェがフライラインと呼ぶリアエンドに向かって傾斜するルーフラインには、911との共通点である。リアフェンダーも、911と同じく、柔らかい輪郭を備えている。オートマチックテールゲートのスイッチは、ワイパーアームの根元に隠され、ナンバープレートは、リアエンドの低い位置に配置されている。メーターパネルは、レブカウンターを中央に配置した、3連丸型メーターによって構成されており、向かって右側のメーターには、高解像度4.8インチカラーディスプレイが備わる。また、DセグメントのSUVでは初となる、エアサスペンションを採用した。
プラットフォーム（MLB）およびコンポーネンツの3分の1をアウディ・Q5と共有しており、PCD=112を採用するため、ポルシェの各モデルに共通する、PCD=130の法則から外れる、唯一のモデルである。
生産は、パナメーラやカイエンと同様に、ドイツ・ライプツィヒ工場にて行われる。同工場は、本モデルの生産のために、5億ユーロを投資して、拡張工事を行った。
2018年7月25日、中国・上海にて、フェイスリフトモデル（中期型、通称：Macan II）が披露された。新しいLEDヘッドライトデザインや、911やカイエンなどでも採用されている、リアのLEDライトストリップなどを装備することで、最新のポルシェデザインへとアップデートされた。走行性能では、フロントサスペンションの一部をアルミ化して、1.5kgの軽量化を達成するとともに、アンチロールバー、スプリング、ダンパーなどの設定を見直すことで、シャープなハンドリングやバネ下荷重の低減による乗り心地の改善を実現したという。ベースグレードに搭載される、2.0L 直列4気筒ターボエンジンは、燃焼室形状を見直すなどの最適化を施し、最高出力が増強され、SモデルのエンジンがEA837型からアウディ・S4に搭載されたEA839型に変更されている。
同年12月19日、日本市場でマイナーチェンジ、2019年夏より販売を開始する（中期型に移行）。LEDヘッドライトや、10.9インチタッチスクリーンを採用するインフォテイメントシステムを標準装備とした。さらに、ブレーキアシスト機能、歩行者検知機能を含めた「アダプティブクルーズコントロール」、車線変更時に斜め後方の車両の存在を知らせる「レーンチェンジアシスト」、車庫入れ時に、画像と警告音で、車両の前後の様子を伝える「サラウンドビュー付きパークアシスト」も標準装備とした。また、オプションで渋滞時に停止と発進を自動的に繰り返す「トラフィックジャムアシスト」、レーダーとカメラで車線を認識してステアリング操作を補助する「レーンキープアシスト」（65km/h以上で作動）も選択可能とした。標準グレードに先駆けて、装備を充実した「ファーストエディション」と「シュポルトエディション」がデリバリーされた。
2021年7月20日、2度目のフェイスリフトモデル（後期型、通称：Macan III）が披露された。日本市場においても、同日より予約注文受付が開始された。再び、前後のエクステリアデザインが変更され、新しい立体構造を用いたフロントバンパーが標準装備となった。また、LEDヘッドランプ「ポルシェダイナミックライトシステム（PDLS）」とスポーツデザインエクステリアミラーが全モデルで標準装備となり、ホイールも大径化された。インテリアデザインも大幅に刷新された。タッチパネル式の新しいセンターコンソールや、コンパクトになったシフトセレクターレバー、新デザインの「マルチファンクションGTスポーツステアリングホイール」などが採用された。パワートレインでは、マカンSのエンジンが従来の3.0LV型6気筒エンジンから2.9LV型6気筒に変更され、ベースグレード、GTSにおいて、従来型よりも、エンジン出力が大幅に向上した。ボディーカラーは、新色の「パパイヤメタリック」と「ゲンチアンブルーメタリック」、「パイソングリーン」を含む、全14色をラインアップする。
2022年2月17日、日本市場において、追加モデルとなる「マカンT」を発表した。マカンとマカンSの間の位置付けであり、これまで911や718に限定されていた “Touring” の名称を備える、最初の4ドア車となる。パワートレインは、軽量の2.0L 直列4気筒ターボエンジンを搭載し、マカンSとGTSの2.9リッターV6ツインターボエンジンに比べて、フロントアクスルで58.8kgもの軽量化を実現したことで、優れた発進加速と最適なコーナリング性能を発揮する。内外装も、専用のデザインエレメントを採用している。さらに、ステアリングホイールのモードスイッチや、ダッシュボード上部のストップウォッチを含む「スポーツクロノパッケージ」や、車高を15mm低く設定し、特別にチューニングされた「PASM 付きスチール製スプリングサスペンション」を標準装備とした。
同年10月26日、ブレーキブースター警報装置の不具合の為、国土交通省にリコールを届出。

#### ドライブトレイン
7速PDK（デュアルクラッチトランスミッション）、AWDのみの設定となる。VW系・MLBプラットフォームを使用しているため、構造的にはFFベースの4駆であるが、通常走行時は、前後比2:8と、後輪にトルクを配分し、実際には、ポルシェ独自の設定で、FRが基本の設計に変更されている。また、ポルシェでは初めて、全てのモデルでMT（マニュアルトランスミッション）が設定されないモデルとなる。
| モデル    | 排気量・エンジン               | 最高出力                 | 最大トルク                         | 最高速度 | 0-100km/h |
| --------- | ------------------------------ | ------------------------ | ---------------------------------- | -------- | --------- |
| マカン    | 2.0L (1,984cc) 直4 ターボ      | 195kW (265ps) @ 6,800rpm | 400N·m (40.8kg·m) @ 1,800–4,500rpm | 232km/h  | 6.4秒     |
| マカンT   | 2.0L (1,984cc) 直4 ターボ      | 195kW (265ps) @ 6,800rpm | 400N·m (40.8kg·m) @ 1,800–4,500rpm | 232km/h  | 6.2秒     |
| マカンS   | 2.9L (2,894cc) V6 ツインターボ | 280kW (380ps) @ 6,800rpm | 520N·m (53.0kg·m) @ 1,850-5,000rpm | 259km/h  | 4.8秒     |
| マカンGTS | 2.9L (2,894cc) V6 ツインターボ | 324kW (440ps) @ 6,800rpm | 550N·m (56.1kg·m) @ 1,900-5,600rpm | 272km/h  | 4.5秒     |

### 2代目（XAB型、2024年 - ）
2024年1月25日、シンガポールにてワールドプレミア。歴代初となるフルモデルチェンジを実施し、BEV専用モデルに生まれ変わった。
フロントとリアのアクスルに、最新世代の「永久励磁型PSM電気モーター」を採用することで、優れた効率を達成し、出力の最適な再現性を可能にした。電気モーターは、アンダーボディに搭載された総容量100kWhのリチウムイオンバッテリーからエネルギーを取り出し、そのうち最大95kWhをアクティブに使用することができる。HVバッテリーは、ポルシェ初となる、800Vアーキテクチャーを備えた、新開発の「プレミアムプラットフォームエレクトリック（PPE）」を採用している。軽量化と省スペース化を実現した「インテグレーテッドパワーボックス（IPB）」は、オンボードACチャージャー、高電圧ヒーター、DC/DCコンバーターの3つのコンポーネントを組み合わせる。
先代モデルと比べ、86mm延長されたホイールベースは、フロントとリアの短いオーバーハングによって相殺された。ヘッドライトは、2つに分割されており、4灯のデイタイムランニングライトを備えた、フラットなアッパーライトユニットは、フェンダーに埋め込まれる。オプションのマトリックスLEDテクノロジーを採用した、メインヘッドライトモジュールは、フロントエンドのやや低い位置に配置される。ポルシェの特徴であるフライラインは、フラットなリアウインドウと一体化された。また、ポルシェアクティブエアロダイナミクス（PAA）によって、Cd値は0.25に抑えられた。
ラゲッジスペースも拡大された。リアシートベンチの後ろの容量は、最大で540リッター、ボンネット下に設けられるフランクの容量は、84リッターが確保される。これは、先代モデルを127リッター上回る。加えて、運転席と助手席は、従来よりも28mm、後部座席は15mm低くなったことで、足元スペースが増加した。インテリアのLEDライトストリップは、アンビエント照明やコミュニケーションライトとして機能する。状況に応じて、挨拶、充電プロセス、ドライバーアシスタンスシステムとの連携など、情報や警告を発する。内装の一部には、環境に配慮した材料が使用されている。
ダッシュボードには、曲面デザインの12.6インチ自立型インストルメントクラスターと、10.9インチセンターディスプレイが備わる。また、助手席前の10.9インチディスプレイも、オプションで用意される。ポルシェドライバーエクスペリエンスには、初めて、AR技術によるヘッドアップディスプレイが装備された。87インチ相当の画像が、ドライバーの10m前方に表示される。新世代のインフォテインメントシステムは、Android Automotive OSをベースにしている。“Hey Porsche”音声アシスタントを備える、ポルシェコミュニケーションマネジメント（PCM）も進化した。
電子制御ポルシェトラクションマネージメント（ePTM）は、従来の4WDシステムの約5倍の速さで作動する。さらに、4WDの配分は、選択されたドライビングプログラムによって変化する。ポルシェトルクベクトリングプラス（PTV Plus）も、トラクション、走行安定性、横方向のダイナミクスに貢献する。さらに、歴代初の、2バルブ技術を採用したダンパー（ポルシェアクティブサスペンションマネジメント装着時）と、最大操舵角5度のリアアクスルステアリングが用意される。
2024年7月17日、日本市場で予約受注を開始した。ベースグレード、4、4Sおよびターボの4モデルが用意される。ベースグレードは、歴代初かつ、唯一の後輪駆動であり、4よりも110kg軽量されている。全てのモデルで、新しい「オフロードデザインパッケージ」がオプションで用意され、荒れた未舗装道路や、急な上り・下り坂も、容易に乗りこなすことが可能となった。特に、フロントバンパーの形状が変更されたことで、アプローチアングルが最大17.4度まで増加した。

#### ドライブトレイン
変速機は、従来のPDKに代わり、CVT（無段変速）に改められた。駆動方式は、従来のAWDに加え、新たにRRが用意される。また、以下の数値は、いずれも、ローンチコントロール使用時のものである。
| モデル       | パワートレイン     | 最高出力      | 最大トルク | 最高速度 | 0-100km/h | 変速機 | 駆動方式 |
| ------------ | ------------------ | ------------- | ---------- | -------- | --------- | ------ | -------- |
| マカン       | 永久磁石同期電動機 | 265kW (360ps) | 563N·m     | 220km/h  | 5.7秒     | CVT    | RR       |
| マカン4      | 永久磁石同期電動機 | 300kW (408ps) | 650N·m     | 220km/h  | 5.2秒     | CVT    | 4WD      |
| マカン4S     | 永久磁石同期電動機 | 380kW (516ps) | 820N·m     | 240km/h  | 4.1秒     | CVT    | 4WD      |
| マカンターボ | 永久磁石同期電動機 | 470kW (639ps) | 1,130N·m   | 260km/h  | 3.3秒     | CVT    | 4WD      |